# Tupolev Tu-22
Tupolev Tu-22 (Tên hiệu NATO Blinder) là một máy bay ném bom và trinh sát phản lực Xô viết.
Tu-22 thường bị nhầm với Tu-22M, loại máy bay hiện đại hơn được phát triển từ Tu-22. Những chiếc Tu-22 đã nghỉ hưu toàn bộ từ những năm 2000, nhưng Tu-22M thì vẫn tiếp tục hoạt động tích cực trong không quân Nga cho tới năm 2030.

## Phát triển

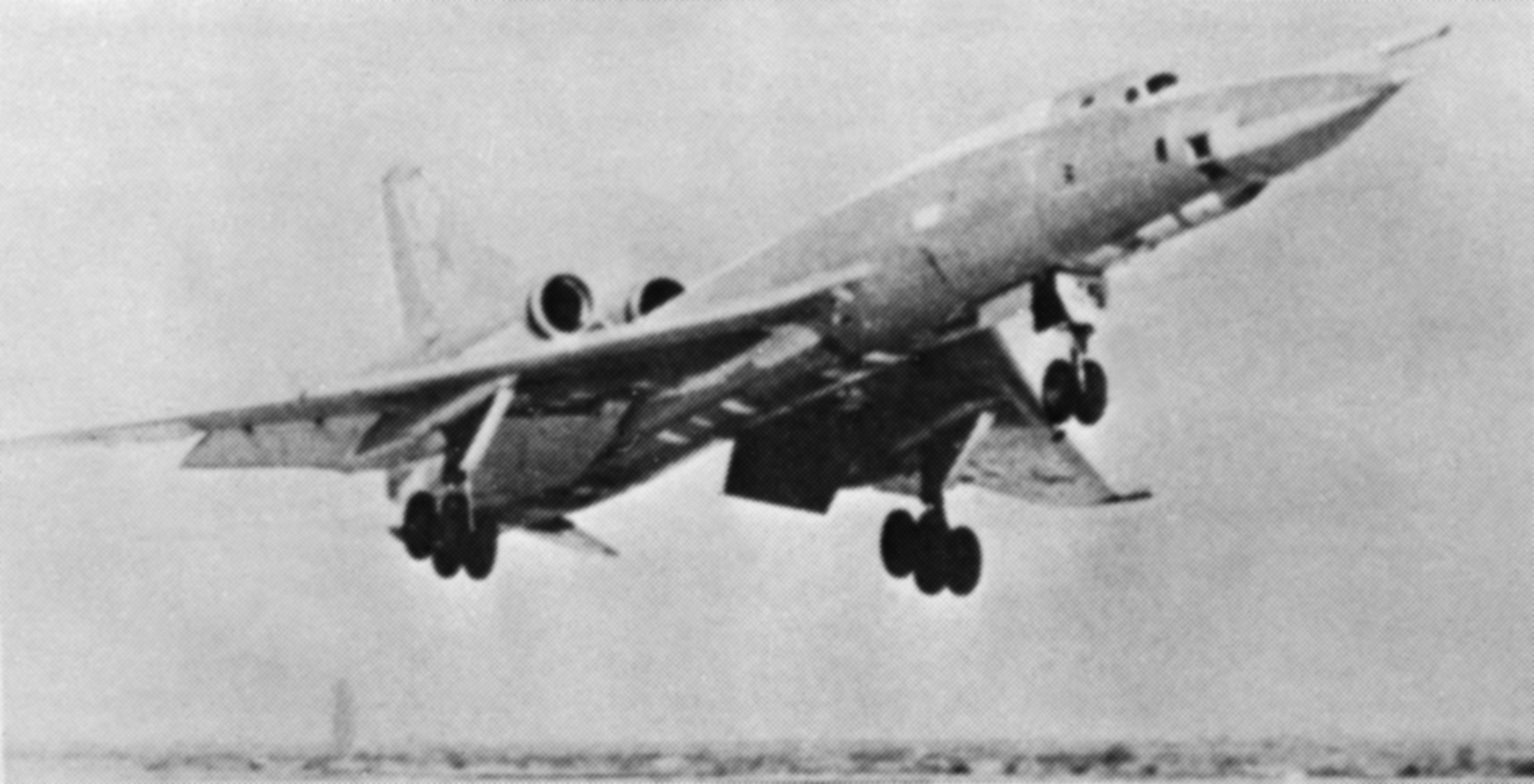
Tu-22 Blinder hạ cánh

Tu-22 ban đầu được dự định trở thành một máy bay siêu thanh thay thế cho chiếc máy bay ném bom Tupolev Tu-16. Bản thiết kế, tên định danh Samolet 105 do Tupolev đặt, được bắt đầu năm 1954, nhưng chuyến bay đầu tiên của nguyên mẫu mãi tới ngày 21 tháng 6 năm 1958 mới diễn ra. Loại động cơ mới mạnh mẽ hơn mới xuất hiện, và việc TsAGI khám phá ra Luật diện tích (Area rule) để giảm thiểu lực cản gần siêu thanh, dẫn tới việc chế tạo một nguyên mẫu sửa đổi mới, tên hiệu 105A. Chuyến bay đầu tiên của nguyên mẫu này diễn ra ngày 7 tháng 9 năm 1959.
Chiếc máy bay ném bom sản xuất hàng loạt đầu tiên Tu-22B, được chế tạo tại Nhà máy số 22 ở Kazan, cất cánh ngày 22 tháng 9 năm 1960, và nó đã được giới thiệu tại cuộc trình diễn nhân Ngày Hàng không Tushino 9 tháng 7 năm 1961. Ban đầu tên hiệu NATO của nó là 'Bullshot,' có lẽ không hề thích hợp, sau đó là 'Beauty,' lại mang vẻ tán tụng, và cuối cùng là 'Blinder.' Các phi công Xô viết gọi nó là "shilo" (cái dùi) vì hình dáng của nó.
Tu-22 đi vào phục vụ năm 1962 và 1963, nhưng nó đã gặp phải nhiều vấn đề lớn, dẫn tới sự ngừng hoạt động và một số vụ tai nạn. Trong số những lỗi nghiêm trọng nhất có tình trạng nóng vỏ ở tốc độ siêu thanh, biến dạng thanh điều khiển làm giảm khả năng này. Tốc độ hạ cánh là 100 km/h (62 mph) cao hơn so với những chiếc máy bay ném bom trước đó và Tu-22 có khuynh hướng chúi mũi và đập cánh đuôi khi hạ cánh. Bộ bánh đáp thỉnh thoảng sụp gãy gây hậu quả nghiêm trọng, đặc biệt khi mang tên lửa có nhiên liệu. Thậm chí sau khi một số vấn đề ở giai đoạn đầu đã được giải quyết, 'Blinder' vẫn luôn là chiếc máy bay khó lái và phải bảo dưỡng liên tục. Trong suốt thời gian hoạt động, Tu-22 đặc biệt xa lạ với cả nhân viên kỹ thuật mặt đất và các phi công, những người trong một số thời điểm ở thập niên 1960 đã từ chối điều khiển nó.
Tới khi Tu-22B (Blinder-A) đi vào hoạt động, rõ ràng khả năng sử dụng của loại máy bay này đã bị hạn chế. Dù có tốc độ, nó kém Tu-16 về bán kính chiến đấu, chất tải vũ khí và khả năng hoạt động. Lãnh đạo Xô viết Nikita Khrushchev cảm thấy rằng tên lửa đạn đạo sẽ là phương tiện tương lai, và các máy bay ném bom như Tu-22 gặp phải nguy cơ bị hủy bỏ. Vì thế, chỉ 15 (một số nguồn nói là 20) chiếc Tu-22B được chế tạo.
Một phiên bản trinh sát có khả năng chiến đấu, Tu-22R ('Blinder-C'), đã được phát triển cùng phiên bản ném bom, đi vào hoạt động năm 1962. Tu-22R có cần tiếp dầu trên không, loại sau này được trang bị cho hầu hết những chiếc Tu-22, mở rộng bán kính hoạt động của chúng. 127 chiếc Tu-22R đã được chế tạo, 62 chiếc được chuyển giao cho Hải quân Xô viết với nhiệm vụ trinh sát biển. Một số chiếc trong số chúng được trang bị camera và cảm biến cho xuất khẩu như Tu-22B, dù mặt khác chúng rõ ràng vẫn có khả năng cao hơn so với Tu-22R chứ không phải phiên bản Tu-22B sản xuất trước đó.
Một phiên bản huấn luyện của 'Blinder,' the Tu-22U ('Blinder-D') cũng xuất hiện cùng thời điểm, với buồng lái cao lấy chỗ cho một phi công huấn luyện. Tu-22U không có súng đuôi, và không có khả năng chiến đấu. 46 chiếc đã được chế tạo.
Nhằm cung cấp một số khả năng chiến đấu cho Tu-22 trong trường hợp xung đột chính thức, Tu-22 đã được phát triển thành máy bay mang tên lửa, Tu-22K ('Blinder-B'), với khả năng mang một quả tên lửa Raduga Kh-22 (AS-4 'Kitchen') trong khoang vũ khí đã được sửa đổi. Tu-22K đã được DA (Không quân Chiến lược) và AVMF (Không quân hải quân) triển khai.
Kiểu phụ cuối cùng của Tu-22 là Tu-22P ('Blinder-E') phiên bản chiến tranh điện tử, ban đầu dùng để thu thập thông tin tình báo điện tử ELINT. Một số chiếc đã được chuyển đổi để hoạt động với chức năng nhiễu âm điện tử hỗ trợ cho những chiếc Tu-22K mang tên lửa. Một phi đội thường được phân phối cho mỗi trung đoàn Tu-22.
Tu-22 đã được nâng cấp với động cơ mạnh hơn, khả năng tiếp dầu trên không (với những chiếc không được lắp đặt từ đầu, và các hệ thống điện tử hiện đại hơn. Hậu tố -D (viết tắt của dalni, tầm xa) dùng để gọi những chiếc có thể tiếp dầu trên không.
Tu-22 đã được xuất khẩu tới Iraq và Libya trong thập niên 1970. Một đơn hàng của Ai Cập đã bị từ chối sau khi quan hệ Xô viết-Ai Cập xấu đi sau cuộc Chiến tranh Yom Kippur.

## Thiết kế
Tu-22 có góc nghiêng cánh 55°. Hai động cơ tuốc bin phản lực lớn, ban đầu là Dobrinin VD-7M, sau này là Kolesov RD-7M2, được lắp trên thân sau ở mỗi bên cánh đuôi dọc. Tiếp tục truyền thống phòng thiết kế Tupolev, càng đáp chính được lắp trong khoang ở bộ phận lái đuôi của mỗi cánh. Độ nghiêng cánh cao khiến lực cản thấp ở những tốc độ cận siêu thanh, nhưng khiến tốc độ hạ cánh tăng thêm nhiều và đường chạy cất cánh cũng dài thêm.
Buồng lái Tu-22 đặt phi công phía trước, hơi chếch phía trái, sĩ quan vũ khí ngồi phía sau và hoa tiêu ở thấp phía dưới, bên trong thân. Thiết kế buồng lái rất xấu, tầm nhìn kém (không có hiệu quả gì giúp cải thiện tính năng kém của chiếc 'Blinder' trên đường băng), ghế ngồi gò bó và vị trí đặt nút điều khiển các thiết bị không thuận lợi sử dụng.
Trang bị vũ khí phòng vệ của Tu-22, được điều khiển bởi sĩ quan phụ trách vũ khí gồm một tháp pháo đuôi bên dưới mỗi động cơ với một hoặc hai pháo AM-23 23 mm, mỗi khẩu có 250 viên đạn. Tháp pháo đuôi được chỉ dẫn bởi một radar PRS-3A 'Argon' nhỏ vì sĩ quan vũ khí không quan sát được phía sau. Các loại vũ khí chính của máy bay được mang trong một khoang bom giữa thân, có thể mang thời 24 bom thông thường FAB-500, một bom FAB-9000, hay nhiều vũ khí hạt nhân rơi tự do. Trên chiếc Tu-22K, khoang này được thiết kế để mang duy nhất một quả tên lửa Raduga Kh-22 (AS-4 'Kitchen') đặt nửa chìm trong thân. Quả tên lửa to lớn này thực tế có gây ảnh hưởng tới tính năng thao diễn của máy bay.
Chiếc Tu-22B ban đầu có một hệ thống ném bong quang học (vẫn được giữ lại trên chiếc Tu-22R), với một radar hoa tiêu/tấn công Rubin-1A. Tu-22K có Leinents PN (tên hiệu NATO 'Down Beat') để dẫn đường cho tên lửa Kh-22. Tu-22R có thể mang một camera mạng hay một gói thiết bị nhiễu âm APP-22 trong khoang chứa bom. Một số chiếc Tu-22R được trang bị hệ thống Kub ELINT, và sau này với thiết bị đỡ cho radar quan sát bên trên không M-202, cũng như các camera và một máy quét hồng ngoại. Một số lượng nhỏ Tu-22K đã được chuyển đổi theo cấu hình Tu-22KP hay Tu-22KPD với thiết bị Kurs-N để thám sát các hệ thống radar của đối phương và tương thích với tên lửa chống bức xạ Kh-22P.

## Lịch sử hoạt động

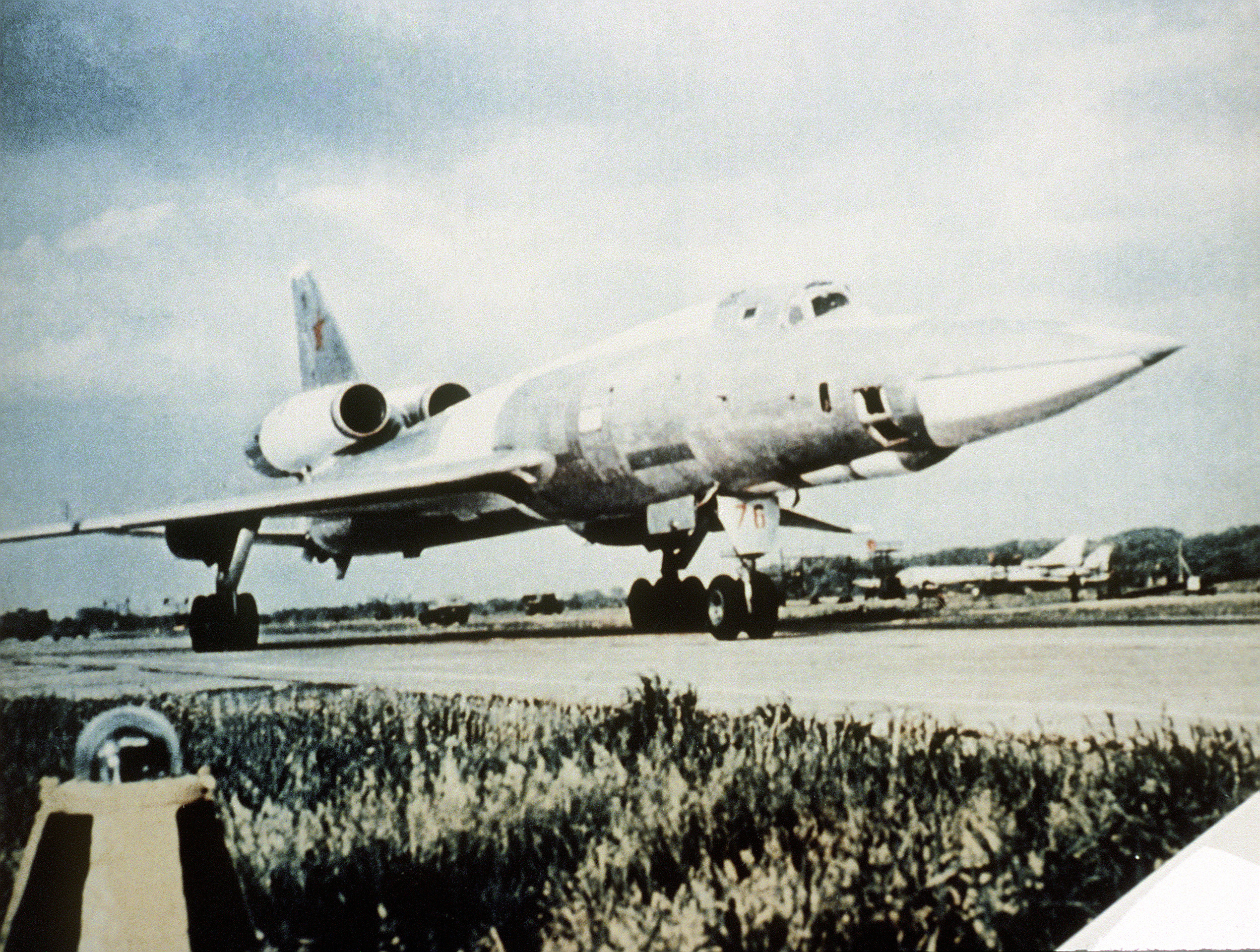
Tu-22 Blinder đỗ

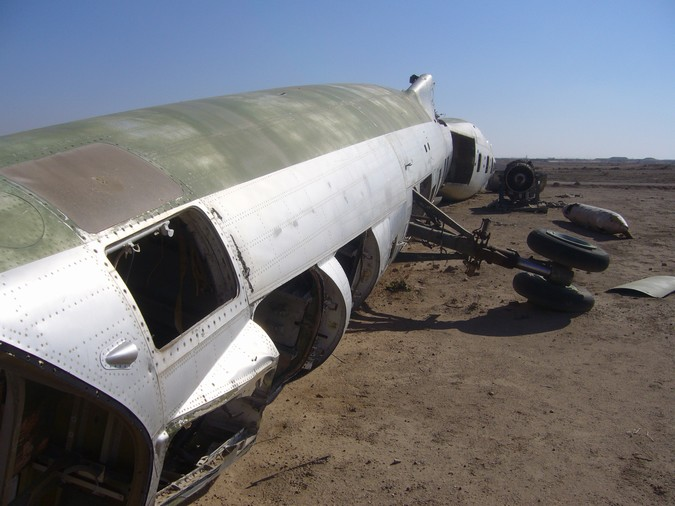
Thân một chiếc Tu-22 "Blinder" của Iraq bị vứt bỏ tại Al Taqaddum, Iraq

Libya đã sử dụng Tu-22 chiến đấu chống Tanzania năm 1979, tấn công thị trấn Mwanza ngày 29 tháng 3 năm 1979. Máy bay Libya sau này đã được sử dụng tại Tchad, tấn công vào Sudan và Tchad. Trong thập niên 1980 các máy bay ném bom Libya đã can thiệp vào cuộc nội chiến ở Tchad, và cũng tấn công các mục tiêu ở Sudan. Ít nhất một trong những chiếc máy bay ném bom đã được thông báo bị bắn hạ trong khi chiến đấu với Chad năm 1987. Một nhân chứng cho rằng phi công đã thoát ra nhưng dù của anh ta bắt lửa.
Iraq đã sử dụng những chiếc Tu-22 trong Chiến tranh Iran-Iraq từ 1980 tới 1988, họ bị thiệt hại khoảng 7 trong số 12 chiếc trong chiến đấu, gồm cả một chiếc bị bắn hạ bởi tên lửa SAM của Iran trên bầu trời Tehran, và một chiếc thứ hại bị chiếc F-14 Tomcat Grumman của Iran bắn hạ. Thiệt hại lớn nhất đến từ những cuộc tấn công không đối đất của Không quân Iran, buộc Iraq phải cho những chiếc Tu-22 của mình di tản tới các sân bay ở Yemen ở một số thời điểm.
Lần duy nhất người Xô viết sử dụng Tu-22 trong chiến đấu diễn ra năm 1988, trong cuộc Chiến tranh Xô viết tại Afghanistan. Chiếc Tu-22PD làm nhiễu radar có nhiệm vụ hộ tống những chiếc máy bay ném bom Tu-22M hoạt động tại Afghanistan gần biên giới Pakistan, bảo vệ máy bay chiến đấu chống lại hoạt động phòng không của Pakistan.
Tu-22 đã dần bị loại bỏ tại Xô viết để nhường chỗ cho loại Tupolev Tu-22M có khả năng cao hơn. Khi Liên bang Xô viết sụp đổ còn 154 chiếc đang hoạt động, nhưng không chiếc nào hiện được cho là còn hoạt động trong không quân Nga vào năm 2010.
Đa số những chiếc máy bay của Iraq còn lại sau cuộc Chiến tranh Iran-Iraq đã bị phá hủy trong Chiến tranh Vùng Vịnh năm 1991. Số máy bay Tu-22 của Libya hiện cũng không còn có thể hoạt động vì không có phụ tùng thay thế.
Có lẽ Ukraine vẫn sử dụng một số lượng nhỏ Tu-22, dù báo cáo Cân bằng Quân sự của Viện Nghiên cứu Chiến lược Quốc tế (IISS) và các nguồn khác không liệt kê bất kỳ chiếc nào còn hoạt động.
Ngày 17 tháng 8 năm 2007 không quân Na Uy đã đuổi một chiếc Tu-22 bay gần biên giới nước này.

## Biến thể
Tổng cộng 311 chiếc Tu-22 thuộc mọi biến thể đã được chế tạo, chiếc cuối cùng vào năm 1969. Số lượng sản xuất như sau: 15 chiếc ném bom (B), khoảng 127 chiếc trinh sát (R, RD, RK, RDK and RDM), 47 chiếc phiên bản ELINT (P và PD), 76 chiếc mang tên lửa (K, KD, KP và KPD) và 46 chiếc huấn luyện (U và UD).
Tu-22B (Blinder-A)
Phiên bản máy bay ném bom rơi tự do. Chỉ 15 chiếc được chế tạo, cuối cùng được dùng chủ yếu để huấn luyện và thử nghiệm.
Tu-22R (Blinder-C)
Máy bay trinh sát, vẫn có khả năng ném bom.
Tu-22RD
Phiên bản Tu-22R với thiết bị nạp nhiên liệu trên không.
Tu-22RK
Máy bay trinh sát, vẫn giữ khả năng ném bom và được trang bị hệ thống Kub ELINT trong thập niên 1970.
Tu-22RDK
Phiên bản Tu-22RK với thiết bị nạp nhiên liệu trên không.
Tu-22RDM
Phiên bản trinh sát cải tiến, được chuyển đổi từ chiếc RD trước đó đầu thập niên 1980, với các thiết bị trong một container có thể tách rời.
Tu-22P (Blinder-E)
Phiên bản Chiến tranh điện tử/ELINT.
Tu-22PD
Phiên bản Tu-22P với thiết bị tái nạp nhiên liệu trên không.
Tu-22K (Blinder-B)
Phiên bản chở tên lửa được chế tạo từ năm 1965, được trang bị để phóng tên lửa Raduga Kh-22 (AS-4 Kitchen).
Tu-22KD
Phiên bản Tu-22K với thiết bị nạp nhiên liệu trên không.
Tu-22KP
Phiên bản chiến tranh điện tử/ném bom, được giới thiệu khoảng năm 1968, mang tên lửa chống bức xạ Kh-22P.
Tu-22KPD
Phiên bản Tu-22KP với thiết bị nạp nhiên liệu trên không.
Tu-22U (Blinder-D)
Phiên bản huấn luyện.
Tu-22UD
Phiên bản Tu-22D với thiết bị nạp nhiên liệu trên không.

## Bên sử dụng
Iraq
- Không quân Iraq đã nhận 12 chiếc.

 Libya
- Không quân Libya

 Nga
- Không quân Nga

 Ukraina
- Không quân Ukraine

 Liên Xô

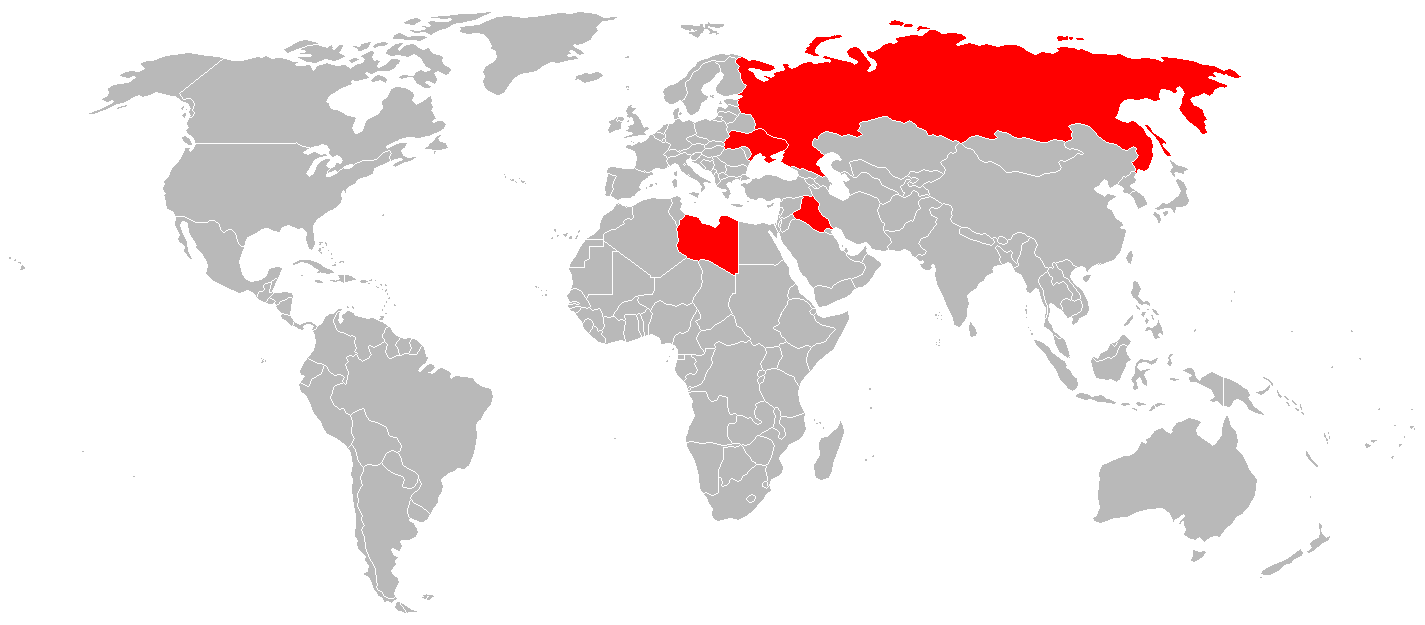
Các bên từng sử dụng Tu-22 "Blinder"

Tất cả Tu-22 của Liên bang Xô viết đều được chuyển cho hai nước Nga và Ukraine.
- Không quân Xô viết
- Không quân Hải quân Xô viết

## Đặc điểm kỹ thuật (Tu-22R)

### Đặc điểm chung
- Phi đội: ba người - phi công, hoa tiêu, sĩ quan vũ khí
- Chiều dài: 41.60 m (136 ft 5 in)
- Sải cánh: 23.17 m (76 ft 0 in)
- Chiều cao: 10.13 m (33 ft 3 in)
- Diện tích cánh: 162 m² (1.742 ft²)
- Trọng lượng rỗng: kg (lb)
- Trọng lượng chất tải: 85.000 kg (187.390 lb)
- Trọng lượng cất cánh tối đa: 92.000 kg (202.400 lb)
- Động cơ: 2 động cơ tuốc bin phản lực Dobrynin RD-7M-2, 107.9 kN (24.250 lbf) mỗi chiếc
- Lực đẩy có sử dụng buồng đốt lần hai: 161.9 kN (36.376 lbf)

### Đặc điểm bay
- Tốc độ tối đa: 1.510 km/h (938 mph)
- Tầm hoạt động: 4.900 km (3.045 mi)
- Trần bay: 13.300 m (40.540 ft)
- Tốc độ lên: m/s (ft/min)
- Chất tải cánh: 525 kg/m² (107 lb/ft²)
- Lực đẩy/Trọng lượng: 0.38

### Trang bị vũ khí
- Súng: 1× pháo AM-23 23 mm ở đuôi
- Bom: 9.000 kg (20.000 lb) hay
- Tên lửa: 1× tên lửa hành trình Kh-22 (AS-4 'Kitchen')

## Chủ đề liên quan
- Liên quan
  - Tu-98
  - Tu-106
- Máy bay tương tự
  - A-5 Vigilante
  - B-58 Hustler
  - Mirage IV
  - TSR-2
- Dãy
  - Tupolev: Tu-102 - Tu-103 - Tu-104 - Tu-105 - Tu-106 - Tu-107 - Tu-110
  - Không quân Xô viết: Tu-14 - Tu-16 - Tu-20 - Tu-22/Tu-22M - Tu-24 - Tu-26 - Tu-28